# Trine Pallesen
Trine Pallesen, född 19 juni 1969 i Köpenhamn, är en dansk skådespelerska. 
Hon är dotter till skådespelarna Per Pallesen och Kirsten Peüliche, samt syster till skådespelerskan Sofie Pallesen. Hon är utbildad vid Århus Teater 1995 och har sedan dess medverkat i många teaterföreställningar; däribland ”Spelman på taket”, ”Les Misérables” och ”Kameliadamen”. Hon har även uppträtt på Nørrebros Teater (Den Gerrige & Mød mig på Cassiopeia), Østre Gasværk Teater (Donna Johanna), Husets Teater (Aske til aske - støv til støv) och Fredericia Teater (Cabaret). Hon har även medverkat i Aarhus Revyen (1997) och Bornholmer Revyen (1998).
Pallesen är antagligen mest känd för rollen som kontorsassistenten Gabriella ”Gaby” Andreassen i Tv-serien Mordkommissionen (originaltitel: Rejseholdet).

## Filmografi

### Filmer
- Ballerup Boulevard (1986)
- Pakten (1995)
- The Sunset Boys (1996)
- Et hjørne af Paradis (1997)
- Ulvepigen Tinke (2002)
- Tempelriddernes skat II (2007)
- Spies & Glistrup (2013)

### Tv-serier
- Familien Krahne (1982)
- Strisser på Samsø (1997)
- Mordkommissionen (2000-2003)
- 2900 Happiness (2009)
- Brottet III (2012)
- DNA (2019)